# پروژه آمریکا
پروژه آمریکا (به انگلیسی: Project America) یک کشتی است که طول آن ۸۴۰ فوت (۲۶۰ متر) می‌باشد.